# Criollitos de Tinaquillo
Criollitos de Tinaquillo es el nombre que recibe uno de los 23 equipos de la Liga Nacional Bolivariana de Béisbol, tiene su sede en el Estadio Gustavo "Patón" Martínez, localizado en la ciudad de Tinaquillo en el estado Cojedes al centro de Venezuela.
Se ubica en la Conferencia Centro Occidental en la división llamada Occidental. El equipo posee un título en esta liga conseguido en el año 2013. Según expertos, la temporada en la que se titularon los Criollitos de Tinaquillo fue la mejor de los últimos años.

## Títulos Obtenidos
Palmarés:
1 Título
- 2013